# Вторая лига Латвии по футболу 2002
Чемпиона́т Второ́й ли́ги Ла́твии по футбо́лу 2002 го́да (латыш. 2002. gada Latvijas Otrās līgas čempionāts futbolā) — 11-й сезон Второй лиги Латвии по футболу.

## Региональные турниры

### Рига
Время проведения: 27 мая — 19 сентября
Турнирная таблица
| М  | Команда       | И  | В  | Н | П  | Мячи     | ±   | О  |
| -- | ------------- | -- | -- | - | -- | -------- | --- | -- |
| 1  | Лигнумс       | 24 | 21 | 3 | 0  | 108 − 25 | +83 | 66 |
| 2  | Латвияс Берзс | 24 | 19 | 3 | 2  | 88 − 26  | +62 | 60 |
| 3  | Юнайтед Ойлс  | 24 | 17 | 3 | 4  | 96 − 36  | +60 | 54 |
| 4  | Ауда-Нео-2    | 24 | 13 | 4 | 7  | 59 − 39  | +20 | 43 |
| 5  | ЛСПА          | 24 | 14 | 1 | 9  | 76 − 69  | +7  | 43 |
| 6  | Фламинко      | 24 | 12 | 1 | 11 | 48 − 49  | −1  | 37 |
| 7  | ЮФЦ Сконто    | 24 | 9  | 1 | 14 | 36 − 73  | −37 | 28 |
| 8  | Ацтека        | 24 | 7  | 5 | 12 | 50 − 76  | −26 | 26 |
| 9  | Ауда-Нео      | 24 | 7  | 4 | 13 | 54 − 63  | −9  | 25 |
| 10 | Казино 777    | 24 | 7  | 4 | 13 | 45 − 55  | −10 | 25 |
| 11 | Офрисс        | 24 | 5  | 4 | 15 | 46 − 79  | −33 | 19 |
| 12 | Университате  | 24 | 4  | 4 | 16 | 30 − 67  | −37 | 16 |
| 13 | РФШ Национале | 24 | 2  | 1 | 21 | 32 − 111 | −79 | 7  |

И — игры, В — выигрыши, Н — ничьи, П — проигрыши, Мячи — забитые и пропущенные голы, ± — разница голов, О — очки

### Видземе
Время проведения: 15 мая — 28 сентября
Турнирная таблица
| М | Команда          | И  | В | Н | П | Мячи    | ±   | О  |
| - | ---------------- | -- | - | - | - | ------- | --- | -- |
| 1 | Абулс (Смилтене) | 12 | 7 | 2 | 3 | 23 − 23 | 0   | 23 |
| 2 | Фортуна (Огре)   | 12 | 5 | 3 | 4 | 41 − 28 | +13 | 18 |
| 3 | Албертс (Рига)   | 12 | 5 | 2 | 5 | 24 − 25 | −1  | 17 |
| 4 | Стайцеле         | 12 | 3 | 1 | 8 | 25 − 37 | −12 | 10 |

И — игры, В — выигрыши, Н — ничьи, П — проигрыши, Мячи — забитые и пропущенные голы, ± — разница голов, О — очки

### Курземе
Время проведения: 25 мая — 5 октября
Турнирная таблица
| М | Команда             | И  | В | Н | П | Мячи    | ±   | О  |
| - | ------------------- | -- | - | - | - | ------- | --- | -- |
| 1 | Нафта (Вентспилс)   | 12 | 8 | 3 | 1 | 35 − 13 | +22 | 27 |
| 2 | Тукумс 2000         | 12 | 8 | 2 | 2 | 43 − 16 | +27 | 26 |
| 3 | Салдус              | 12 | 5 | 1 | 6 | 23 − 31 | −8  | 16 |
| 4 | Варавиксне (Лиепая) | 12 | 2 | 4 | 6 | 21 − 37 | −16 | 10 |
| 5 | Вулкан (Кулдига)    | 12 | 1 | 2 | 9 | 15 − 40 | −25 | 5  |

И — игры, В — выигрыши, Н — ничьи, П — проигрыши, Мячи — забитые и пропущенные голы, ± — разница голов, О — очки

### Земгале
Время проведения: 1 июня — 31 августа
Турнирная таблица
| М | Команда            | И | В | Н | П | Мячи    | ±   | О  |
| - | ------------------ | - | - | - | - | ------- | --- | -- |
| 1 | Фотомикс (Бауска)  | 9 | 4 | 4 | 1 | 20 − 13 | +7  | 16 |
| 2 | Виола (Елгава)     | 9 | 4 | 2 | 3 | 34 − 12 | +22 | 14 |
| 3 | РАФ-2 (Елгава)     | 9 | 2 | 4 | 3 | 16 − 18 | −2  | 10 |
| 4 | Динамо (Саласпилс) | 9 | 2 | 2 | 5 | 11 − 38 | −27 | 8  |

И — игры, В — выигрыши, Н — ничьи, П — проигрыши, Мячи — забитые и пропущенные голы, ± — разница голов, О — очки

### Северо-Восточная Латвия
Время проведения: 4 мая — 1 сентября
Турнирная таблица
| М | Команда               | И  | В  | Н | П  | Мячи    | ±   | О  |
| - | --------------------- | -- | -- | - | -- | ------- | --- | -- |
| 1 | Балву Вилки (Балви)   | 14 | 10 | 1 | 3  | 40 − 26 | +14 | 31 |
| 2 | Дижванаги-2 (Резекне) | 14 | 9  | 2 | 3  | 66 − 26 | +40 | 29 |
| 3 | Намейс (Екабпилс)     | 14 | 9  | 2 | 3  | 46 − 18 | +28 | 29 |
| 4 | Алуксне               | 14 | 7  | 2 | 5  | 45 − 20 | +25 | 23 |
| 5 | Гулбене               | 14 | 6  | 2 | 6  | 29 − 27 | +2  | 20 |
| 6 | Прейли                | 14 | 5  | 1 | 8  | 27 − 40 | −13 | 16 |
| 7 | Кварцс (Мадона)       | 14 | 2  | 4 | 8  | 27 − 38 | −11 | 10 |
| 8 | Плявиняс              | 14 | 1  | 0 | 13 | 11 − 96 | −85 | 3  |

И — игры, В — выигрыши, Н — ничьи, П — проигрыши, Мячи — забитые и пропущенные голы, ± — разница голов, О — очки

Матч за 3-е место
| Команда 1 | Итог | Команда 2         | 1-й матч | 2-й матч |
| --------- | ---- | ----------------- | -------- | -------- |
| Алуксне   | 3:5  | Намейс (Екабпилс) | 3:2      | 0:3      |

Матч за 1-е место
| Команда 1           | Итог | Команда 2             | 1-й матч | 2-й матч |
| ------------------- | ---- | --------------------- | -------- | -------- |
| Балву Вилки (Балви) | 1:5  | Дижванаги-2 (Резекне) | 1:2      | 0:3      |

Команда «Дижванаги-2» заняла 1-е место и квалифицировалась в финальный турнир, но отказалась в нём участвовать, поэтому её место в финальном турнире было отдано команде «Балву Вилки», занявшей 2-е место.

## Финальный турнир
Полуфиналы, матч за 3-е место и финал были сыграны в Балвах.

### Квалификационный раунд
| Команда 1         | Итог | Команда 2        | 1-й матч | 2-й матч  |
| ----------------- | ---- | ---------------- | -------- | --------- |
| Фотомикс (Бауска) | 0:5  | Абулс (Смилтене) | 0:2      | 0:3 (-:+) |

### Полуфиналы
| Дата       | Хозяева             | Счёт      | Гости            |
| ---------- | ------------------- | --------- | ---------------- |
| 02.11.2002 | Балву Вилки (Балви) | 2:0       | Абулс (Смилтене) |
| 02.11.2002 | Нафта (Вентспилс)   | 3:0 (+:-) | Лигнумс (Рига)   |

### Матч за 3-е место
| Дата       | Хозяева          | Счёт      | Гости          |
| ---------- | ---------------- | --------- | -------------- |
| 03.11.2002 | Абулс (Смилтене) | 3:0 (+:-) | Лигнумс (Рига) |

### Финал
| Дата       | Хозяева             | Счёт | Гости             |
| ---------- | ------------------- | ---- | ----------------- |
| 03.11.2002 | Балву Вилки (Балви) | 1:0  | Нафта (Вентспилс) |